# Nikon Coolpix 3100
Le Nikon Coolpix 3100 est un appareil photographique numérique de type compact fabriqué par Nikon de la série de Nikon Coolpix.
Le 3100 est un appareil de dimensions réduites: 8,8 x 6,5 x 3,8 cm.

Présenté en mars 2003 en même temps que le Coolpix 2100, son boîtier de forme ergonomique lui assure une bonne prise. Il possède une définition de 3,2 mégapixels et est équipé d'un zoom optique de 3x.

Sa portée minimum de la mise au point est de 30 cm mais ramenée à 4 cm en mode macro.

Son automatisme gère 14 modes Scène pré-programmés afin de faciliter les prises de vues (paysage, portrait, macro, coucher de soleil/clair de lune, musée, fête/intérieur, rétro-éclairage, plage/neige, portrait nuit, feu d'artifice, nocturne, aube/crépuscule, reproduction, sports).

L’ajustement de l'exposition est automatique et permet également un mode manuel avec un ajustement dans une fourchette de ±2.0 par paliers de 0,33 EV.

La balance des blancs se fait de manière automatique, mais également semi-manuel avec des options pré-réglées (ensoleillé, lumière incandescent, tubes fluorescents, nuageux, flash).

La fonction "BSS" (Best Shot Selector) sélectionne, parmi une séquence de dix prises de vues successives, l'image la mieux exposée et l'enregistre automatiquement.

Son flash incorporé a une portée effective de 0,4 à 3 m en grand-angle et 0,4 à 1,7 m en téléobjectif et dispose de la fonction atténuation des yeux rouges.

Nikon a arrêté sa commercialisation en 2006.

## Caractéristiques
- Capteur CCD taille 1/2,7 pouce - 3,4 millions de pixels, effective: 3,2 millions de pixels
- Zoom optique: 3x, numérique: 4x
- Distance focale équivalence 35 mm: 38-115 mm
- Ouverture de l'objectif: F/2,8-F/4,9
- Vitesse d'obturation: 4 à 1/3000 seconde
- Sensibilité: auto 50 à 200 ISO
- Stockage: CompactFlash type I - pas de mémoire interne
- Définition image maxi: 2048x1536 au format JPEG (Exif 2.2)
- Autres définitions: 1600x1200, 1024x768 et 640x480
- Définitions vidéo: 320x240 et 640x480 à 15 images par seconde avec respectivement 40 et 20 secondes de durée maximum de la séquence au format QuickTime sans audio.
- Connectique: USB, vidéo composite
- Écran LCD de 1,5 pouce - matrice active TFT de 110 000 pixels
- Batterie rechargeable (x2) Ni-MH type EL-MH1
- Poids: 150 g sans accessoires (batteries-mémoire externe) - 213 g avec batteries
- Finition: anthracite.